# Libera
«Libera» — детская вокальная группа, состоящая из участников церковного хора мальчиков прихода Святого Филиппа в Лондоне. Художественный руководитель — Роберт Прайзман, который умер 8 сентября 2021 г. в возрасте 69 лет.

## Общие сведения
Группа исполняет классические и современные произведения на английском и латинском языках, включая собственные композиции Роберта Прайзмана. При этом, основным направлением группы является хоровое исполнение церковных гимнов и прочих песен на религиозную тематику, а стиль и аранжировка варьируются от классики и григорианского пения, до современных стилей, таких как Нью-эйдж.

До 1999 года группа носила названия «St. Philip’s Boy Choir» («Хор мальчиков Святого Филиппа») и «Angel Voices» («Ангельские голоса»). Название «Libera» (лат. «Освобождение») группа стала носить после исполнения одноименной песни.

В большинстве случаев, участники группы выступают в белых одеяниях с капюшонами, наподобие монашеских сутан.
За время своего существования группа выступала с концертами в Великобритании, Ирландии, США, Канаде, Нидерландах, Японии, Тайване, Филиппинах, Республике Корея, Китае, Сингапуре.

В России Libera выступала дважды. Первый концерт прошел в рамках фестиваля духовной музыки 18 января 2015 года в Московском международном Доме музыки. Второй концерт состоялся в большом концертном зале Зарядье 28 декабря 2018 года.

Помимо концертов и участия в церковных службах, группа является частым гостем на телевидении и радио в разных странах, принимает участие в концертах и записи альбомов известных исполнителей, таких как Пол Маккартни, Элтон Джон, Майли Сайрус, Мит Лоуф и других, а также участвует в записи саундтреков к фильмам.

## Состав группы
В основной состав входят мальчики в возрасте от 7 до 16 лет, которых набирают в хор из разных районов Лондона. Несмотря на принадлежность прихода Святого Филиппа англиканской церкви, администрация хора не предъявляет никаких конфессиональных ограничений при наборе новых членов. Среди участников хора встречаются представители разных вероисповеданий. Перед включением в основной состав, большинство участников группы входят в т. н. расширенный состав, который не участвует в гастролях и записи альбомов. Как правило, это самые юные члены группы в возрасте до 8 лет. Традиционно их называют «mini boys». Поскольку группа является детской, её состав постоянно обновляется; при этом общая численность участников составляет от 30 до 40 человек.

## Дискография

### Синглы
- 1987 — Sing For Ever
- 1988 — Adoramus
- 1995 — Libera
- 2015 — What a Wonderful World

### Альбомы
- 1988 — «Sing For Ever» (солисты — Джейми Бэндтокк, Джонатан Арти, Ян Гримли, Сэм Харпер, Гарет Лоуман, Мэтью Арти)
- 1990 — «New Day» (солисты — Роберт Чи-А-Тоу, Джейми Бэндтокк, Гарет Лоуман)
- 1992 — «Angel Voices» (солисты — Оливер Путланд, Дарен Герати, Энтони Майер)
- 1996 — «Angel Voices 2» (солисты — Крис Бэйрон, Дарен Герати, Лиам О’Кейн)
- 1996 — «Peace on Earth»
- 1997 — «Angel Voices 3» (солисты — Лиам О’Кейн, Стивен Герати, Адам Гаррис, Крис Бэйрон, Алекс Бэйрон)
- 1999 — «Libera» (солисты — Лиам О’Кейн, Стивен Герати, Адам Гаррис, Алекс Бэйрон)
- 2001 — «Luminosa» (солисты — Стивен Герати, Бен Кроули, Сэм Коутс, Саймон Бестон)
- 2003 — «Complete Libera» — сборник, включающий ранее изданные альбомы «Libera» и «Luminosa»
- 2004 — «Free» (солисты — Бен Кроули, Джозеф Плэтт, Кристофер Робсон, Энтони Чедни, Рауль Ньюман)
- 2005 — «Visions» (солисты — Томас Калли, Коннор О’Доннелл, Майкл Хорнкасл, Джозеф Сэндерс-Уайлд, Каллум Пэйн, Джеймс Вереккен)
- 2006 — «Welcome to Libera’s World» (солисты — Джозеф Плэтт, Бен Кроули, Лиам О’Кейн, Майкл Хорнкасл, Джозеф Сэндерс-Уайлд)
- 2007 — «Angel Voices: Libera in Concert» — (солисты — Джошуа Мадин, Бенедикт Филипп, Томас Калли, Эдвард Дэй, Лиам Коннери, Сэмьюэл Леггетт, Джозеф Снеллинг)
- 2008 — «New Dawn» (солисты — Джошуа Мадин, Бенедикт Филипп, Томас Калли, Эдвард Дэй, Лиам Коннери, Джозеф Снеллинг)
- 2008 — «Prayer: You Were There» (солисты — Джошуа Мадин, Томас Калли, Эдвард Дэй, Бен Кроули, Джозеф Сэндерс-Уайлд, Джозеф Плэтт, Кристофер Робсон, Энтони Чедни, Лиам Коннери)
- 2009 — «Eternal: The Best of Libera» — сборный двойной альбом, включающий старые и новые песни группы
- 2010 — «Peace» (доступен в двух вариантах: обычном и подарочном. Солисты — Бенедикт Филипп, Джошуа Мадин, Томас Калли, Стефан Лидбитер, Джеймс Треджил, Джейкоб Де Менезес Вуд, Дэниэл Фонтанназ, Джеймс Мордонт, Ральф Скэн)
- 2011 — «Miracle of Life» (выпущен только в Японии. Песни из альбома использованы в японском фильме «Madonna Verde»)
- 2011 — «The St. Philip’s Boys Choir: The Best of Angel Voices» — сборный альбом, включающий песни из альбомов «Angel Voices» (1992) и «Angel Voices 2» (1996)
- 2011 — «Libera: The Christmas Album» — рождественский альбом, выпущенный в обычном и подарочном вариантах, а также в специальном варианте для Японии под названием «Winter Songs»
- 2012 — «Song of Life: A Collection» — включает новую песню «Song of Life», а также песни ранее выпущенных альбомов
- 2013 — «Angels Sing: Christmas in Ireland» — запись концерта в соборе Святого Патрика в Ирландии
- 2015 — «Angels Sing: Libera in America» — запись концерта в Вашингтоне, США
- 2016 — «Libera at Christmas» — включает новые песни "Hymn To Mary" и "Santa Will Find You", а также 3 песни из альбома "Angels Sing: Christmas in Ireland"
- 2017 — «Hope»
- 2018 — «Beyond»
- 2019 — «Christmas Carols with Libera»
- 2021 — «If»
- 2023 — «Forever»
- 2024 — «Dream»

## Саундтреки к фильмам
- «12 обезьян» (1995)
- «Ромео + Джульетта» (1996)
- «Кузина Бетта» (1998)
- «Ганнибал» (2001)
- «Венецианский купец» (2005)
- Аниме «Shinsekai Yori» (2012)
- Сериал  «Лестница в небеса» (2013)